# Héctor López Alonso
Héctor López Alonso (Reinosa, 19 de agosto de 1979) es un deportista español que compitió en natación adaptada. Ganó una medalla de oro en los Juegos Paralímpicos de Sídney 2000 en la prueba de 50 m espalda (clase S2).

## Palmarés internacional
| Juegos Paralímpicos | Juegos Paralímpicos | Juegos Paralímpicos | Juegos Paralímpicos |
| Año                 | Lugar               | Medalla             | Prueba              |
| ------------------- | ------------------- | ------------------- | ------------------- |
| 2000                | Sídney (Australia)  | Medalla de oro      | 50 m espalda S2     |